# Cornularia atlantica
Cornularia atlantica är en korallart som beskrevs av Johnson 1861. Cornularia atlantica ingår i släktet Cornularia och familjen Cornulariidae. Inga underarter finns listade i Catalogue of Life.